# Mavis Fan
Mavis Fan (chino tradicional: 范晓萱, pinyin: Fan Xiǎoxuān, nacida el 27 de febrero de 1977) es una cantante pop taiwanesa, además de instrumentista de flauta y de piano. 
Mavis comenzó su carrera como cantante a mediados de los años 90 como un ídolo del pop, cantando canciones dirigidas sobre todo a niños y a adolescentes. Por ejemplo, la letra de la "Canción de la Salud" animaba al ejercicio diario, y fue acompañada por un vídeo musical al estilo de los vídeos de fitness. Sin embargo, pronto se cansó de su imagen infantil y cada vez se inclinó más por el canto maduro y temperamental sobre temas que tienen que ver con el amor y la traición. Ha manifestado que ya no es cuestión de ser una estrella del pop, y sólo busca hacer la música de su preferencia.

## Discografía
- Your Sweetness
- Darling (1998)
- I Want Us To Be Together (1999)
- Sometimes (1999–2000)
- You Don't Trust Me Anymore (2001)

## Filmografía
- The Private Eye Blues (1995)
- About Love (2005)
- Lover's Discourse (2010)
- The Flying Swords of Dragon Gate (2011)
- The Silent War (2012)
- Refresh 3+7 / 刷新3+7 (nano-movie, 2012)
- Afternoon Delight! (2013)
- Joy Division (2013)
- Will You Still Love Me Tomorrow? (2013)[2]